# 一條實經

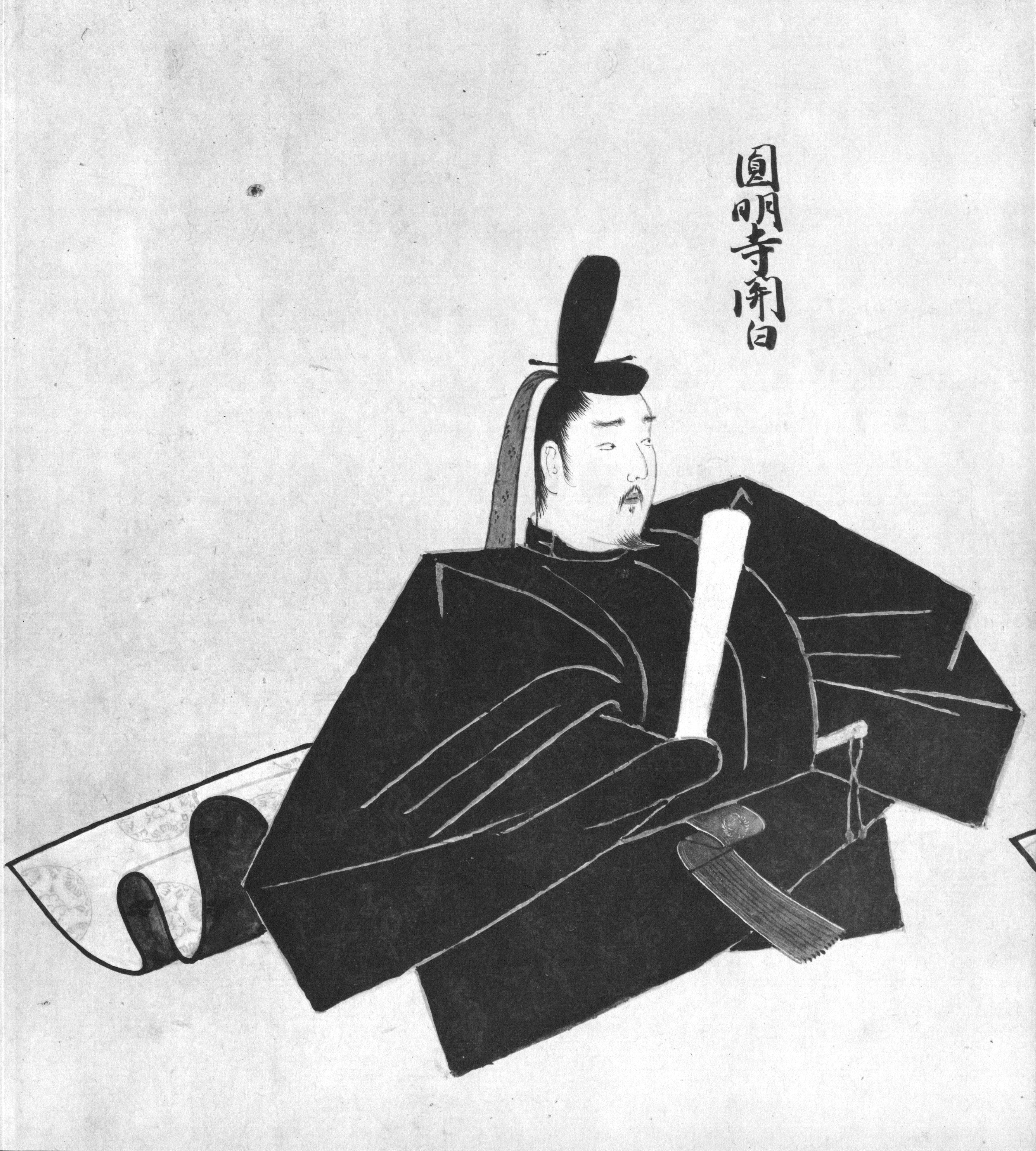
一条实经

一條實經（1223年—1284年8月30日），日本鐮倉時代公卿，父親九條道家是攝政，他也是五攝家中一條家的始祖。
他是九條道家的四子，次兄是二條家始祖二條良實，三兄是鎌倉幕府第4代将軍藤原賴經。
他曾任後深草天皇的攝政，但因三兄出任征夷大將軍使幕府內出現連串騷亂遭罷免(宮騷動)，文永2年（1265年）再度出任關白，兩年後辭職，在山城国山崎的圓明寺度過晚年，弘安7年（1284年）7月18日去世。享年62歲，他也是京都東福寺的開基人。